# Un ragazzo souvenir
Un ragazzo souvenir è il secondo album del cantante italiano Alessandro Canino, pubblicato dalla casa discografica Fonit Cetra nel 1993.
Comprende il brano Tu tu tu tu, presentato al Festival di Sanremo 1993 nella sezione Campioni ed eliminato dalla gara dopo la prima esecuzione.
Fra gli altri pezzi, oltre a quello da cui prende il titolo, il disco contiene anche una versione "remix" di Brutta, canzone già inserita nell'album di debutto dell'artista. Altri brani proposti in manifestazioni televisive di quell'anno sono L'estate (Cantagiro) e Ti mancherò (Festival italiano).

## Tracce
1. Tu tu tu tu – 4:52
2. Un ragazzo souvenir – 5:13
3. Ti mancherò – 4:26
4. Videosessomania – 4:20
5. L'estate – 4:16
6. Amori ribaltabili – 4:38
7. Mille e una notte – 4:18
8. Ciao – 4:23
9. Volo – 3:03
10. Brutta (remix) – 5:25